# Vohburg
Vohburg là một đô thị ở huyện Pfaffenhofen bang Bayern thuộc nước Đức.